# Alfred Großmann
Alfred Großmann ist ein deutscher Tischtennisspieler. Er nahm an der Weltmeisterschaft 1959 teil.
Großmann spielte in den 1950er Jahren beim Verein TSV Schwabach. Von einer schweren Verletzung bei einem Verkehrsunfall 1956 erholte er sich wieder. Anfang der 1960er Jahre schloss er sich dem Verein CTTF Bonn an.
1959 wurde er für die Individualwettbewerbe der Weltmeisterschaft in Dortmund nominiert. Hier gewann er im Einzel gegen Roger Desormeux (Kanada) und Harry O’Prey (Irland), ehe er gegen Heinz Reimann (DDR) ausschied. Das Doppel mit Werner Kümmerle überstand die erste Runde gegen Vahaken Ohannessian/Marcel Barsoumian (Libanon), verlor dann aber gegen die Polen Antoni Arbach/Waldemar Roslan.

## Turnierergebnisse
| Verband | Veranstaltung     | Jahr | Ort      | Land | Einzel    | Doppel    | Mixed        | Team |
| ------- | ----------------- | ---- | -------- | ---- | --------- | --------- | ------------ | ---- |
| FRG     | Weltmeisterschaft | 1959 | Dortmund | FRG  | letzte 64 | letzte 64 | keine Teiln. |      |